# Raíz haustorial
Para el haustorio de los hongos véase Haustorio (hongo)

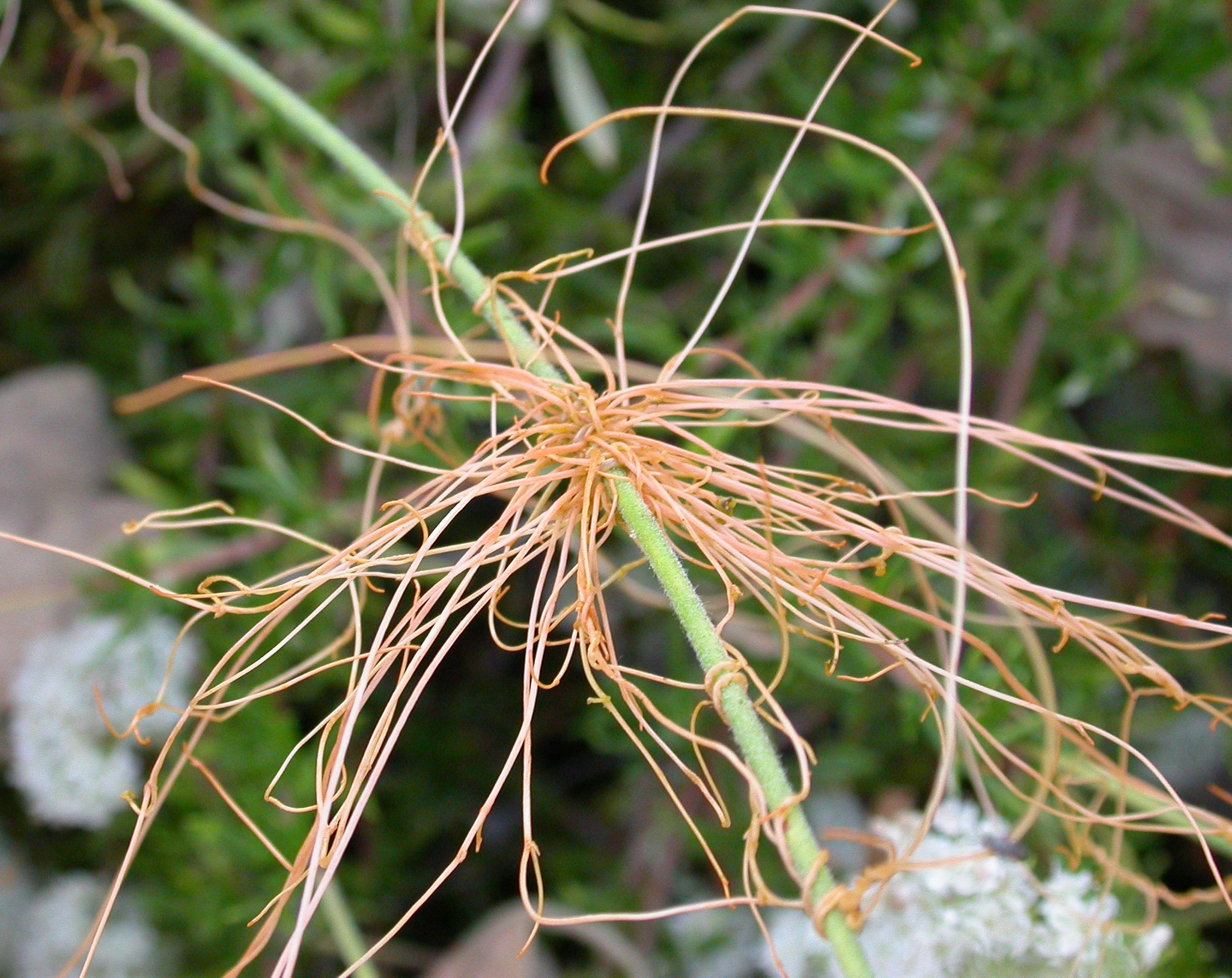
Raíces haustoriales de la planta Cuscuta pentagona.

En Botánica, una raíz haustorial o haustorio es una raíz modificada característica de  plantas parásitas (Por ejemplo, Cuscuta) y hemiparásitas (como las lorantáceas) las cuales penetran en el tejido del huésped estableciendo conexiones anatómicas y fisiológicas.  
En la mayoría de los haustorios de las plantas hemiparásitas, el xilema entra en contacto con el del hospedero y el floema está ausente o es poco evidente. En las plantas parásitas, en cambio, ambos el xilema y el floema entran en contacto con el de la planta hospedante. En este caso, la planta parásita sustrae del huésped el agua y todas las materias nutritivas.